# Sinfonía concertante (Haydn)

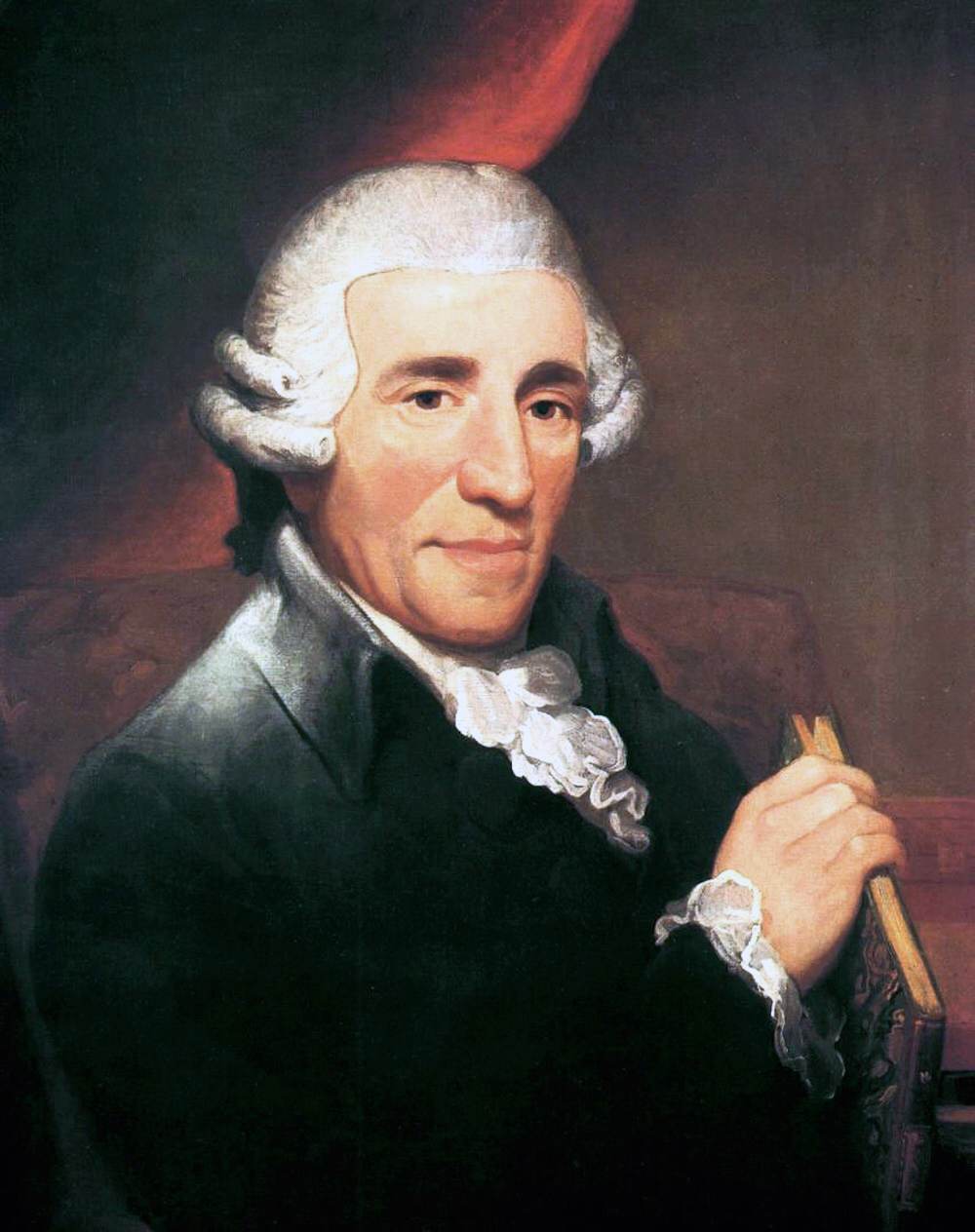
Haydn en 1791.

La Sinfonía concertante en si bemol mayor, Hob. I:105, también conocida simplemente como Concertante, fue compuesta por Joseph Haydn en 1792. Se trata de una obra orquestal con cuatro instrumentos en el grupo de solistas: oboe, fagot, violín y violonchelo.

## Historia

### Composición
La producción sinfónica del maestro austríaco puede dividirse a grandes rasgos en tres bloques temporales: el primer bloque (1757-1761) se corresponde con su periodo al servicio del conde Carl von Morzin (n.º 1 - n.º 5); el segundo bloque en la corte Esterházy (1761-1790 pero con la última sinfonía para el público de Esterházy en 1781); y el tercer bloque (1782-1795) comprende las Sinfonías de París (n.º 82 - n.º 87) y las Sinfonías de Londres (n.º 93 - n.º 104). El 1 de mayo de 1761 el compositor firmó su contrato como vice-kapellmeister (más tarde kapellmeister) de la familia Esterházy, que nominalmente duró 48 años, hasta su muerte.
La composición de esta pieza se desarrolló en 1792, durante la primera de las dos visitas de Haydn a Londres. En esta misma época produjo sus célebres Sinfonías de Londres. Creó este ensayo en forma de concierto múltiple, que originalmente se titulaba Concertante. Se trata de la única obra de este tipo que el compositor escribió, aunque varias sinfonías anteriores contienen extensos pasajes para instrumentos solistas. Haydn escribió la obra a instancias del violinista y empresario Johann Peter Salomon, que había sido decisivo para llevar al maestro a Londres y que también tocó la parte del violín en el estreno. La razón de esta petición de Salomon fue el éxito de obras similares escritas por Ignaz Pleyel, un antiguo alumno de Haydn a quien la prensa británica promocionaba como su rival. A juzgar por la escritura del manuscrito, fue compuesta con gran rapidez. 

### Estreno y publicación
El estreno se celebró el 9 de marzo de 1792 con Johann Peter Salomon como violín solista. Tuvo gran éxito, y Haydn debió interpretarla varias veces tanto en ese viaje como en su segunda estancia en Londres en 1794.
La primera edición fue llevada a cabo en 1796 por el editor Johann André.

## Instrumentación
La partitura está escrita para oboe, fagot, violín y violonchelo solistas junto con una orquesta formada por:
- Viento madera: 1 flauta, 2 oboes y 2 fagotes.
- Viento metal: 2 trompas y 2 trompetas.
- Percusión: timbales.
- Cuerda: una sección de cuerdas con 2 violines, viola, violonchelo y contrabajo.

En cuanto a la participación del clavecín como bajo continuo en las sinfonías de Haydn existen diversas opiniones entre los estudiosos: James Webster se sitúa en contra; Hartmut Haenchen a favor; Jamie James en su artículo para The New York Times presenta diferentes posiciones por parte de Roy Goodman, Christopher Hogwood, H. C. Robbins Landon y James Webster. A partir de 2019 la mayor parte de las orquestas con instrumentos modernos no utiliza el clavecín como continuo. No obstante, existen grabaciones con clavecín en el bajo continuo realizadas por: Trevor Pinnock (Sturm und Drang Symphonies, Archiv, 1989-1990); Nikolaus Harnoncourt (n.º 6–8, Das Alte Werk, 1990); Sigiswald Kuijken (incluidas las Sinfonías de París y Londres; Virgin, 1988-1995); Roy Goodman (Ej. n.º 1-25, 70-78, 82-87; Hyperion, 2002).
Numerosas fuentes muestran que Haydn dirigió sus sinfonías en los conciertos de Londres inicialmente desde el clavecín y a partir de 1792 desde el pianoforte, como era la práctica interpretativa de la época. Esto indica el uso de un instrumento de teclado (es decir, clavecín o pianoforte) como continuo en las Sinfonías de Londres. Incluso James Webster, uno de los principales detractores del uso del clavecín como continuo, excluye las sinfonías londinenses de su idea de que Haydn no empleó clavecín u otro instrumento de teclado para tocar el continuo. "Y, por supuesto, el argumento se refiere exclusivamente a las sinfonías anteriores a Londres y a las interpretaciones fuera de Inglaterra".

## Estructura y análisis
La pieza consta de tres movimientos:
- I. Allegro, en si bemol mayor 4
4
- II. Andante, en fa mayor 6
8
- III. Finale. Allegro con spirito, en si bemol mayor 2
4

La interpretación de esta obra dura aproximadamente entre 20 y 25 minutos.

### I.Allegro
El primer movimiento, Allegro, está escrito en la tonalidad de si bemol mayor, en compás de 4/4 y sigue la forma sonata. Se abre con un Allegro bastante relajado cuyas dimensiones, quizá para acomodar a cuatro solistas, superan las del movimiento clásico habitual de sonata-allegro. El tema principal es un animado pensamiento dividido en dos mitades; la primera asciende expectante, mientras que la segunda desciende serpenteante, chispeante con algunos ornamentos sencillos. Haydn es típicamente imprevisible en su uso de la forma sonata/concierto. Los instrumentos solistas empiezan a entrar mucho antes de que el tutti de apertura haya llegado a su fin. El tutti se completa finalmente con una decisiva cadencia de tónica, momento en el que comienzan las verdaderas narraciones solistas. De forma poco habitual en el compositor, la larga sección de desarrollo está saturada por el modo menor. La cadenza es obra de Haydn, que se dio cuenta, evidente y sabiamente, de que improvisar con éxito una cadenza entre cuatro músicos habría sido una locura.

### II.Andante
El segundo movimiento, Andante, está en fa mayor y en compás de 6/8. El movimiento lento es aún más original en su concepción formal que el Allegro inicial. Aquí, los cuatro solistas están acompañados únicamente por cuerdas y un reducido complemento de vientos. Sólo una vez, en la mitad del movimiento, los cuatro solistas abandonan la orquesta y le conceden un breve interludio. Constituye principalmente una larga conversación entre los solistas, se presenta como música de cámara a gran escala, hasta el punto de que el ritornello orquestal antes mencionado, aunque sólo dura cuatro compases, parece una intrusión no deseada en la conversación privada de los solistas.

### III.Finale. Allegro con spirito
El tercer y último movimiento, Finale. Allegro con spirito, retoma la tonalidad inicial y el compás es alla breve. La pieza carece de minueto, lo cual demuestra que la influencia del concierto es mayor que la de la sinfonía. El Finale se inicia con el tradicional y enérgico tema del rondó, pero pronto también se adentra en lo no convencional. El violín solista interrumpe la textura con un pasaje decididamente operístico marcado "Recitativo, adagio". Este pasaje sorprendente acaba por regresar al movimiento propiamente dicho, que prosigue de manera ligera y humorística, haciendo participar a los solistas en una virtuosa pirotecnia.

## Recepción de la obra
En la época de Haydn la Sinfonía concertante no tuvo el éxito inmediato y duradero de las Sinfonías de Londres. En el siglo XIX cayó en el olvido. Sin embargo, el siglo XX trajo consigo un renovado interés por la obra, sobre todo en las décadas posteriores a la Segunda Guerra Mundial. Desde entonces ha gozado de un renovado interés en las salas de conciertos.